# Mambrilla de Castrejón
Mambrilla de Castrejón település Spanyolországban, Burgos tartományban. Mambrilla de Castrejón Curiel de Duero, Corrales de Duero, Pedrosa de Duero, Roa de Duero, La Cueva de Roa, San Martín de Rubiales és Valdearcos de la Vega községekkel határos. Lakosainak száma 107 fő (2024).

## Népesség
A település népessége az utóbbi években az alábbiak szerint változott:
| Lakosok száma | 152  | 138  | 136  | 114  | 110  | 97   | 101  | 103  | 104  | 107  |
|               | 2001 | 2004 | 2006 | 2009 | 2011 | 2014 | 2016 | 2019 | 2021 | 2024 |